# 缅甸人民军
缅甸人民军是历史上缅甸国内的一支反政府武装，为1968年至1989年间缅甸共产党的武装力量，是由中国和越南派出军事顾问、专家及教官一手组建并训练的。人民军成立于1968年1月4日，最初的发起人为德钦丹东、Bo Zeya、罗相和彭家声，后有赵尼来、李自如、鲍有祥和吴再林等人。目前分裂为六支民族地方武装（其中一支已向缅甸政府军投降并被整编），仍基本沿用原有体制和编制。在“党指挥枪”的原则下，缅甸共产党中央军事委员会拥有全军最高统帅权，並由缅共中央总书记领导，通过总司令指挥全军。从1960年代末到1980年代增长至约40,000名官兵，人民军活跃于整个缅甸北部边境地区，挑战由奈温一手建立的军事独裁政权。人民军是缅甸共产主义叛乱中的关键组织之一，这是该国持续时间最长的冲突。

### 历史
人民军为时年缅甸境内规模最大的反政府武装组织，活跃在中缅、缅老和缅泰边境地区。其前身为1946年缅共分裂后的白旗派武装“缅甸人民军”。1948年4月2日，缅共在勃固打响了独立后武装起义的第一枪。此时，德钦梭领导的红旗共产党业已开展武装斗争。人民志愿组织(PVO)分裂成“白带”和“黄带”两派，由Bo La Yaung（三十志士之一）和Bo Po Kun领导的多数派“白带派”在同年7月也加入了武装起义。1949年末，缅甸国防军步枪队的三个团也在三十志士的成员，共产党人军官Bo Zeya, Bo Yan Aung,和Bo Ye Htut的领导下转入地下，组织缅甸革命军(RBA)。
1950年后，白旗派陆续建立主力部队、机动游击队和民兵，指挥权由司令员和政治委员同掌。主力部队被称为“缅甸人民解放军” (PLA)。1950年9月，缅甸人民解放军与缅甸革命军合并为“人民军”，由Bo Zeya指挥。常规军被分成四个主要战区，各有一千人。后因受到吴努政府“武器换民主”的诱降，大量武装人员自1958年起陆续放下武器离开根据地，人民军由此瓦解。
1950年代后期被缅甸国防军击溃后，聚集于北方中缅边境一带的部分白旗派残部退入中国云南，寻求中国和越南帮助。1968年白旗派武装人员在中国和越南军事顾问和专家的帮助下重新整编，仍称“人民军”。其人员组成主要来自原白旗派武装的克钦族（如罗相、丁英等）、部分缅族（如杨光、余建等）、掸族（如召学腾、丁莱等）和征召来的佤族（如赵尼莱、鲍有祥等）、哈尼族、苗族（如车炬）、果敢族（即当地土生汉族，如彭家声、白所成等）、德昂族以及来自中国境内的知青志愿兵（如李自如、肖明亮和吴再林等）。鼎盛时期的总兵力约4万人，另外有民兵约1万人。总部位于邦桑。1971年在中国和越南访问组（顾问团）专家的帮助下发起滾弄戰役，最终虽然西征失利，但达成了拒缅甸国防军于萨尔温江西岸的战略目标。
人民军建军后先后成立东北、101和815军区，并运动至萨尔温江以西形成中部游击区，其中东北军区为全军主体，101军区因其规模有限而作战能力较差，815军区因装备精良而作战能力较强。1978年缅共开展毒品贸易后，东北军区的果敢及勐古地区驻军在原副司令彭家声的带头下成为最早沦为贩毒武装的单位，其毒品输出和交易规模为当时全军最大。此后缅共领导层内讧严重，在全党全军范围内利用权术挑动党内军内争端。
1989年3月，东北军区原副司令彭家声率领果敢、勐古等地东北军区部队脱离缅共，驱逐勐古的缅共北方分局，成立缅甸民族民主同盟军；4月，时任缅共中央后补委员、北佤县长兼12旅旅长赵尼来、东北军区副司令鲍有祥脱离缅共，在中央警卫旅罗常保部的支持下控制缅共中央所在地邦桑，获得东北军区其余部队支持，成立缅甸民族民主联合军（后改为佤邦联合军）；815军区司令林明贤率领部队成立缅甸掸邦东部民族民主同盟军；9月，101军区成立克钦新民主军；萨尔温江以西的中部游击区成为北掸邦军。
2021年缅甸军事政变复出后称“人民解放军”，活跃于实皆省和克钦邦两地。

### 军服
缅甸人民军的军服参照中国人民解放军军服和越南人民军军服的设计。整套服装颜色为参照中国人民解放军的卡其绿和越南人民军的芦苇绿，上衣为塞进裤子内的衬衫样式，整体版型参照仿中国人民解放军55式常服的越南人民军58式常服（同样有参照中国的卡其绿色版本），内扎中国制皮革内腰带，外扎中国制帆布外腰带或缴获的美式S腰带；军帽参照中国人民解放军65式解放帽和越南人民军的战斗帽，配有刺绣红色五角星帽徽；军鞋以解放鞋和越南凉鞋为主。服装大部分由中国和越南方面生产供应，少数由各解放区当地规模较小的服装厂自行生产，其中越南亦为缅共直接提供无标志的58式常服。
1989年分裂瓦解后，人民军各部——佤邦联合军、克钦新民主军、缅甸民族民主同盟军和掸邦东部民族民主同盟军等基本延续缅共时期的服装样式，只在各自地区组织的标识和配饰上有所区分（如佤联军的胸条字样为英文缩写“U.W.S.ARMY”、缅甸民族民主同盟军为“MNDA ARMY”、克钦新民主军为“N.D.A.KACHIN"等）。

### 军衔设置
受中国和阿尔巴尼亚自1966年文革开始以来取消军衔制度的影响，缅甸人民军未实行军衔制度。

### 编制及政治工作体制
缅甸人民军主要沿袭中国人民解放军和越南人民军的建军方法。在编制方面，于1970年起采用源自苏军的军区制，分为三大军区，下辖各师/旅/团，并于邦康的缅共中央办公厅设中央警卫旅，另在萨尔温江以西存在一个游击区。总部指挥机关为人民军总参谋部，总参谋长通常兼任第一副司令；在政治工作方面，在苏军和其他社会主义国家的军队用一长制取代双长制后，仍效仿中国人民解放军和越南人民军保留双长制，其中团级以上党委设政委，营级党支部设教导员，连级党支部设指导员。所有军官和政工人员均由缅共党员担任，军区/师/旅/团级党委书记通常由军区司令/师长/旅长/团长担任，政委为副书记。总部政治机关为参照中国人民解放军总政治部和越南人民军总政治局设立的人民军总政治局。

#### 东北军区
东北军区是缅甸人民军的第一个军区，也是1960年代末以后缅共统治的核心区域，为全军主体。缅共设置的果敢县、勐古县、北佤县、南佤县、景北县均属于东北军区的防区。司令员罗相（1970-1972）、赵明（1972-1980）。
1972年，东北军区司令部由贵概迁至新地方。1973年4月，再迁至邦桑。1985年，东北军区撤销师编制，改为旅编制，原部队改编为859旅、7旅、12旅、中央警卫队，并新设立6旅。同年10月，6旅由政委车炬率领南下缅泰边境，开辟新的根据地，并纳入东北军区防区。

#### 815军区
八一五军区，当时的辖区一直沿湄公河至缅老边境。缅甸景栋以北的广大地区，均是他们的根据地。八一五下辖768旅和683旅，768旅的旅长是宰弄板。司令员丁莱（1972-1974）、林明贤（1974-1989）。 军区司令部为勐拉。

#### 101军区
101军区辖区在“史迪威公路”的北线靠近中国的一段，为收编自克钦独立军的一部组成，司令员丁英。该军区为缅共人民军在克钦邦境内唯一的辖区，战略位置十分重要。军区司令部为板瓦。

#### 中部军区
游击范围位于萨尔温江以西，北至孟崖，南至克耶邦，西至东枝。

#### 中央警卫旅
负责保卫缅共中央所在地邦桑地区的安全，旅长罗常保。

### 操典
缅甸人民军的各项条令条例等规章制度主要源自翻译的中国人民解放军共同条令。直到滚弄战役结束，人民军营以上、民兵总队以上都设有中国和越南访问组专家进行指导工作，从训练、条令条例到纪律制度几乎与中国人民解放军和越南人民军完全相同，例如人民军在队列方面曾采用中国人民解放军于1951年起模仿苏军制定的《队列条令》，在检阅分列式中以苏式正步行进，而在分裂为六支地方民族武装后则与越南人民军一样改用现在的解放军正步动作。由于最初人民军指挥员经验不足，中国和越南专家在战时曾一度拥有主导作战行动的权利，平时亦全面参与人民军的兵力部署、军事演习和人事调动等事宜。由于深受中国人民解放军的影响，人民军指挥员几乎完全使用中文口令下达命令，并一直被如今的佤邦联合军、缅甸民族民主同盟军和掸邦东部民族民主同盟军等前各大军区所继承。

### 军纪
人民军建军初期，由于引进了中国人民解放军模仿苏军制订的《纪律条令》（尤其以三大纪律八项注意作为教育士兵的日常）以进行正规化建设，其军纪和大多数共产党军队一样较为严格，因而战斗意志颇高，与缅甸国防军、泰国军队、国民党残军和其他反共军阀武装的恶劣军纪呈明显对比，由此赢得大量民心。在对待战俘方面，人民军基本采取善待俘虏的政策，由此吸引大量被俘的缅军或泰军士兵及其他反共割据武装势力成员参军（即解放兵），亦有缅军官兵或其他反共武装人员在战场上起义投诚。
然而1978年与中国关系恶化并中断后，由于缅共开展毒品贸易等负面活动，导致人民军的军纪彻底松弛并走向崩溃。

### 兵役制度
缅共沿袭中国人民解放军和越南人民军的义务兵役制，规定辖区内年满18岁的青年不论男女皆有服兵役的义务，但无明确退役年限。因此一旦入伍几乎终身无法退伍，即便退出现役也以休假计算，须随时准备归队。

### 武器情形
缅共拥有影响当年东南亚局势的较强的军事实力。即使是擁有大量美式武器裝備且擅長野外叢林作戰的缅甸国防军和泰國军队，在与人民军的戰鬥中未必能佔上風。与大多数共产党军队一样，缅甸人民军的装备体系为苏式武器体系，以轻武器、轻型火炮、少量轻型装甲车和各型汽车为主，多半来自中國、越南、苏联和霍查当政下的阿尔巴尼亚，还有少数来自朝鲜和其他东欧国家。其中苏联、朝鲜和其他东欧国家并未直接供应任何武器（人民军组建于中苏交恶、文革开始之后的1968年，此时苏联因对美缓和政策承认缅甸军政府），因此其事实上的武器供应国仅为中国以及当时与中国关系紧密的越南和阿尔巴尼亚。此三国当中，中国为获得苏联军事援助数量最多的国家，后虽与苏联关系交恶，但仍时常有军事交流存在，依然可以购买到当时的新型苏制现役常规武器，如安-12运输机、米-8直升机、 吉尔-130卡车和PKM通用机枪等；越南因越南战争而获得中国和苏联提供的大量军事援助；而阿尔巴尼亚于1968年9月13日退出华约之前，尚保有部分时年新型华约制式装备，如BRDM-1装甲侦察车、ZU-23-2双管高射炮和AKM突击步枪等。因此，缅甸人民军作为一只规模不大的反政府武装，却在中、越、阿三国的武装下配备了当时较为先进的苏制一线装备；此外在各大解放区也设有修械厂，具备一定的自行组装和维修武器的能力，可仿制各型苏制轻武器。其实力在当时的整个东南亚范围内不容小觑。另有缴获自缅甸国防军的美式、以色列制和德式武器。